# Zápřičnice
Zápřičnice je malá osada v okrese Jičín, sestávající z přibližně patnáctky víceméně roztroušených stavení, jež přináleží obci Stará Paka. Leží v těsné blízkosti zástavby města Nová Paka, na silnici mezi Novou Pakou a Brdem. Od zástavby samotné Staré Paky je oddělena kopcem Příčnicí a je od ní vzdálena více než od posledních stavení Paky Nové. Zápřičnicí protéká Brdský potok, na němž je v Zápřičnici malý rybník. Zápřičnice je součástí přímo Staré Paky, není základní sídelní jednotkou.